# Gare de Saint-Juéry
La gare de Saint-Juéry est une gare ferroviaire française fermée de la ligne d'Albi à Saint-Juéry, située sur le territoire de la commune de Saint-Juéry, dans le département du Tarn en région Occitanie.
Elle est mise en service en 1899 par la Compagnie des chemins de fer du Midi et du Canal latéral à la Garonne (Midi), et est fermée aux voyageurs en 1934.

## Situation ferroviaire
Établie à 187 mètres d'altitude, la gare de Juéry est située au point kilométrique (PK) 422,335 des lignes d'Albi à Saint-Juéry et celle jamais ouverte de Saint-Juéry à Saint-Affrique, entre les gares d'Albi-Ville et des Avalats.
La gare disposait auparavant de 5 voies, dont une située devant le bâtiment voyageurs, toutes déferrées aujourd'hui.

## Service des voyageurs
Gare fermée. Un projet de réouverture existe grâce à un « écotrain ».